# Myrmeleon
Genre
Myrmeleon est un genre de fourmilions de la sous-famille des Myrmeleontinae (famille des Myrmeleontidae). Les espèces de ce genre se nourrissent de fourmis et certaines sont elles-mêmes la proie du grillon des dunes Schizodactylus inexspectatus.

## Liste des espèces
Selon GBIF (17 mai 2024) :
- Myrmeleon acer Walker, 1853
- Myrmeleon albivenosus New, 1985
- Myrmeleon alcestris Banks, 1911
- Myrmeleon alluaudi Navás, 1914
- Myrmeleon almohadarum Badano et al., 2016
- Myrmeleon alternans Brullé, 1839
- Myrmeleon alticolus Miller & Stange, 1999
- Myrmeleon ambiens Navás, 1912
- Myrmeleon ambiguus (Navás, 1932)
- Myrmeleon amicus Hölzel & Ohm, 1983
- Myrmeleon angustatus (Navás, 1921)
- Myrmeleon angustipennis Banks, 1916
- Myrmeleon argentinus Banks, 1910
- Myrmeleon arizonicus Banks, 1943
- Myrmeleon asper Walker, 1853
- Myrmeleon assamensis Ghosh, 1984
- Myrmeleon atlas Banks, 1911
- Myrmeleon basutus (Navás, 1927)
- Myrmeleon berenice Banks, 1913
- Myrmeleon bimaculatus C.-k.Yang, 1999
- Myrmeleon bore (Tjeder, 1941)
- Myrmeleon brachygaster Navás, 1924
- Myrmeleon brasiliensis (Navás, 1914)
- † Myrmeleon brevipennis Charpentier, 1843
- Myrmeleon buyssoni van der Weele, 1907
- Myrmeleon californicus Banks, 1943
- Myrmeleon caliginosus Hölzel & Ohm, 1983
- Myrmeleon caninus Fabricius, 1793
- Myrmeleon capito Navás, 1912
- Myrmeleon carolinus Banks, 1943
- Myrmeleon catarractarus (Gistel, 1856)
- Myrmeleon cavipennis Navás, 1917
- Myrmeleon celebensis McLachlan, 1875
- Myrmeleon cephalicus Navás, 1924
- Myrmeleon chappuisinus (Navás, 1936)
- Myrmeleon chloropterus Navás, 1912
- Myrmeleon circulis Bao & Wang, 2006
- Myrmeleon circumcinctus Tjeder, 1963
- Myrmeleon clothilde Banks, 1913
- Myrmeleon commoni New, 1985
- Myrmeleon comptus Gerstaecker, 1885
- Myrmeleon contractus Walker, 1860
- Myrmeleon croceicollis Gerstaecker, 1885
- Myrmeleon crudelis Walker, 1853
- Myrmeleon dalloninus (Navás, 1937)
- Myrmeleon dampfi (Navás, 1928)
- Myrmeleon diminutus Esben-Petersen, 1915
- Myrmeleon dolosus Walker, 1853
- Myrmeleon doralice Banks, 1911
- Myrmeleon dorsomaculatus Fraser, 1952
- Myrmeleon elongatus Olivier, 1811
- Myrmeleon ermineus Fabricius, 1798
- Myrmeleon erythrocephalus Leach, 1814
- Myrmeleon erythropus Klug, 1841
- Myrmeleon exitialis Walker, 1853
- Myrmeleon exsanguis Walker, 1853
- Myrmeleon fasciatus (Navás, 1912)
- Myrmeleon fascinatus (Navas, 1912)
- Myrmeleon ferrugineipennis Bao et al., 2009
- Myrmeleon fischeri (Navás, 1933)
- Myrmeleon formicarioides van der Weele, 1905
- Myrmeleon formicarius Linnaeus, 1767
- Myrmeleon frontalis (Burmeister, 1839)
- Myrmeleon fulvescens (Navás, 1934)
- Myrmeleon fulvinervis (Navás, 1934)
- Myrmeleon furcatus Banks, 1911
- Myrmeleon fuscus C.-k.Yang, 1999
- Myrmeleon gerlindae Hölzel, 1974
- Myrmeleon giloloensis van der Weele, 1909
- Myrmeleon guttatus (Navás, 1936)
- Myrmeleon heppneri Miller & Stange, 1999
- Myrmeleon homsi Navás, 1913
- Myrmeleon houstoni New, 1985
- Myrmeleon hyalinus Olivier, 1811
- Myrmeleon imitus Walker, 1853
- Myrmeleon immaculatus De Geer, 1773
- Myrmeleon immanis Walker, 1853
- Myrmeleon immanus Walker, 1853
- Myrmeleon impressus Putnam, 1876
- Myrmeleon inanis Gerstaecker, 1894
- Myrmeleon inconspicuus Rambur, 1842
- Myrmeleon indicus (Navás, 1921)
- Myrmeleon insertus Hagen, 1861
- Myrmeleon insperatus Navás, 1914
- Myrmeleon invisus Walker, 1853
- Myrmeleon iridescens Kirby, 1900
- Myrmeleon irinus Palisot de Beauvois, 1805
- Myrmeleon januarius (Navás, 1916)
- Myrmeleon javanensis van der Weele, 1909
- Myrmeleon kolywanense Laxmann, 1770
- Myrmeleon krempfi Navás, 1923
- Myrmeleon labuanus Navás, 1913
- Myrmeleon lacteostigma (Navás, 1914)
- Myrmeleon laemargus Navás, 1914
- Myrmeleon laetus Navás, 1910
- Myrmeleon lagopus Gerstaecker, 1894
- Myrmeleon lambkini New, 1996
- Myrmeleon lanceolatus Rambur, 1842
- Myrmeleon leachii (Guilding, 1829)
- Myrmeleon lethifer Walker, 1853
- Myrmeleon lineolus Rambur, 1842
- Myrmeleon littoralis Miller & Stange, 1999
- Myrmeleon lynceus Fabricius, 1787
- Myrmeleon maculaclypeus New, 1985
- Myrmeleon madagascariensis (van der Weele, 1909)
- Myrmeleon marginicollis Gerstaecker, 1894
- Myrmeleon mariaemathildae Pantaleoni et al., 2010
- Myrmeleon mariemathildae Pantaleoni, Cesaroni & Aldini, 2010
- Myrmeleon mcfarlandi New, 1985
- Myrmeleon medialis Banks, 1911
- Myrmeleon mediatus (Navás, 1931)
- Myrmeleon melanurus (Navás, 1936)
- Myrmeleon mendax Walker, 1853
- Myrmeleon metuendus Walker, 1853
- Myrmeleon mexicanus Banks, 1903
- Myrmeleon mobilis Hagen, 1888
- Myrmeleon molentus Walker, 1853
- Myrmeleon montanus Navás, 1914
- Myrmeleon mouldsorum New & Smithers, 1994
- Myrmeleon nekkacus Okamoto, 1934
- Myrmeleon neocaledonicus Navás, 1922
- Myrmeleon neocaledonius Navás, 1922
- Myrmeleon niger Linnaeus, 1823
- Myrmeleon nigratus Navás, 1918
- Myrmeleon nigritarsis (Navás, 1920)
- Myrmeleon nigromarginatus Esben-Petersen, 1917
- Myrmeleon noacki Ohm, 1965
- Myrmeleon novaeguineae van der Weele, 1909
- Myrmeleon obducens Walker, 1860
- Myrmeleon oberthuri (Navás, 1923)
- Myrmeleon obscurus Rambur, 1842
- Myrmeleon ochronevrus Rambur, 1842
- Myrmeleon orestes Banks, 1941
- Myrmeleon paghmanus Hölzel, 1972
- Myrmeleon pallescens (Navás, 1934)
- Myrmeleon pallidipes Banks, 1920
- Myrmeleon pallidus (Esben-Petersen, 1918)
- Myrmeleon palpalis Navás, 1912
- Myrmeleon pellucidus Hölzel, 1988
- Myrmeleon periculosus Walker, 1853
- Myrmeleon persimilis Miller & Stange, 1999
- Myrmeleon perspicuus Gerstaecker, 1894
- Myrmeleon pertyi Navás, 1912
- Myrmeleon philippinus (Navás, 1925)
- Myrmeleon pictifrons Gerstaecker, 1885
- Myrmeleon picturatus Navás, 1914
- Myrmeleon pseudofasciatus Hölzel, 1981
- Myrmeleon pseudohyalinus Hölzel, 1972
- Myrmeleon punctatus Fabricius, 1787
- Myrmeleon punctinervis Banks, 1937
- Myrmeleon punicanus Pantaleoni & Badano, 2012
- Myrmeleon quinquemaculatus Hagen, 1853
- Myrmeleon regularis (Esben-Petersen, 1918)
- † Myrmeleon reticulatus Charpentier, 1843
- Myrmeleon rusticus Hagen, 1861
- Myrmeleon sagittarius New, 1985
- Myrmeleon saldaitisi Ábrahám, 2010
- Myrmeleon sanaanus (Navás, 1934)
- Myrmeleon semigriseus Krivokhatsky, 1991
- Myrmeleon sexmaculatus (Navás, 1912)
- Myrmeleon simplicissimus Gerstaecker, 1885
- Myrmeleon sjostedti van der Weele, 1910
- Myrmeleon solers Walker, 1853
- Myrmeleon speciosus Olivier, 1811
- Myrmeleon sticticus Blanchard, 1845
- Myrmeleon stigmalis Navás, 1912
- Myrmeleon striatifrons New, 1985
- Myrmeleon sumatrensis van der Weele, 1909
- Myrmeleon taiwanensis Miller & Stange, 1999
- Myrmeleon tenuipennis Rambur, 1842
- Myrmeleon territorius New, 1985
- Myrmeleon texanus Banks, 1900
- Myrmeleon tigrinus Fabricius, 1775
- Myrmeleon timidus Gerstaecker, 1888
- Myrmeleon torquatus Navás, 1914
- Myrmeleon trifasciatus (Navás, 1923)
- Myrmeleon trifolii Fraser, 1950
- Myrmeleon trigonois Bao & Wang, 2006
- Myrmeleon trivialis Gerstaecker, 1885
- Myrmeleon tschernovi Krivokhatsky & A.Shapoval, 2014
- Myrmeleon uniformis Navás, 1920
- Myrmeleon uptoni New, 1985
- Myrmeleon ursinus Fabricius, 1798
- Myrmeleon valentini Krivokhatsky, 2002
- Myrmeleon validus McLachlan, 1894
- Myrmeleon variegatus Palisot de Beauvois, 1805
- Myrmeleon viganus (Navás, 1923)
- Myrmeleon viridis Böber, 1793
- Myrmeleon vittatus Olivier, 1811
- Myrmeleon wangi Miller & Stange, 1999
- Myrmeleon wangxinlii Ábrahám, 2017,2017
- Myrmeleon wismanni (Navás, 1936)
- Myrmeleon wrighti Banks, 1930
- Myrmeleon yemenicus Hölzel, 2002
- Myrmeleon zebidee New & Smithers, 1994

## Classification
Le nom valide complet (avec auteur) de ce taxon est Myrmeleon Linnaeus, 1767.
Myrmeleon a pour synonymes :
- Dicholeon Navás, 1920
- Grocus Navás, 1925
- Leptoleon Esben-Petersen, 1918
- Mirmileo Radermacher, 1779
- Morter Navás, 1915
- Myrmecoleon Berthold, 1827
- Myrmekoleon Gistl, 1848
- Myrmeleo Pallas, 1771
- Myrmeleonellus Esben-Petersen, 1918